# Sebastian Arcelus

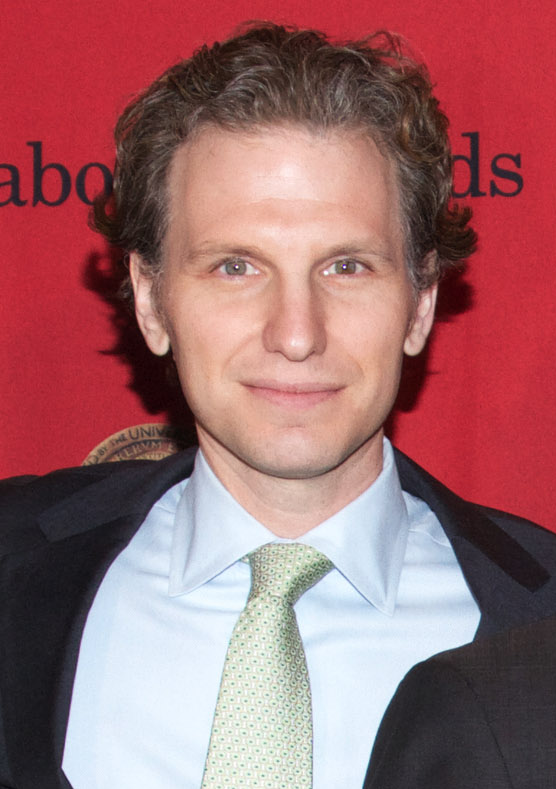
Sebastian Arcelus (2014)

Sebastian Carlos Arcelus (* 5. November 1976 in New York City, New York) ist ein US-amerikanischer Schauspieler.

## Karriere
Einem größeren Publikum wurde Arcelus durch sein Mitwirken in der Fernsehserie House of Cards bekannt. In dieser spielte er zwischen 2013 und 2016 in 17 Folgen den Reporter Lucas Goodwin, der die kriminellen Aktivitäten des Kongressabgeordneten Frank Underwood aufdecken will.
In der Fernsehserie Madam Secretary, in der er in der Rolle des politischen Beraters Jay Whitman die Außenministerin der Vereinigten Staaten berät, spielte er von 2014 bis 2019 mit.

## Filmografie (Auswahl)
- 2011: Person of Interest (Fernsehserie, Folge 1x05)
- 2012: The Last Day of August
- 2013–2016: House of Cards (Fernsehserie, 17 Folgen)
- 2014–2019: Madam Secretary (Fernsehserie, 97 Folgen)
- 2014: The Leftovers (Fernsehserie, 2 Folgen)
- 2014: The Best of Me – Mein Weg zu dir (The Best of Me)
- 2015: Ted 2
- 2016: Split
- 2018: The Deuce (Fernsehserie, 6 Folgen)
- 2019: FBI (Fernsehserie, eine Folge)
- 2019: Bull (Fernsehserie, eine Folge)